# Stefan Bliem
Stefan Bliem (* 5. Mai 1983) ist ein österreichischer Fußballtorwart. Nach Auslaufen seines Vertrags beim SV Mattersburg im Sommer 2012 war er zunächst ein Jahr lang ohne Verein und ging dann später zum FC Schottwien und zum SV Gloggnitz, wo er seit der Winterpause 2013/14 aktiv ist (Stand: Juni 2021).

## Karriere

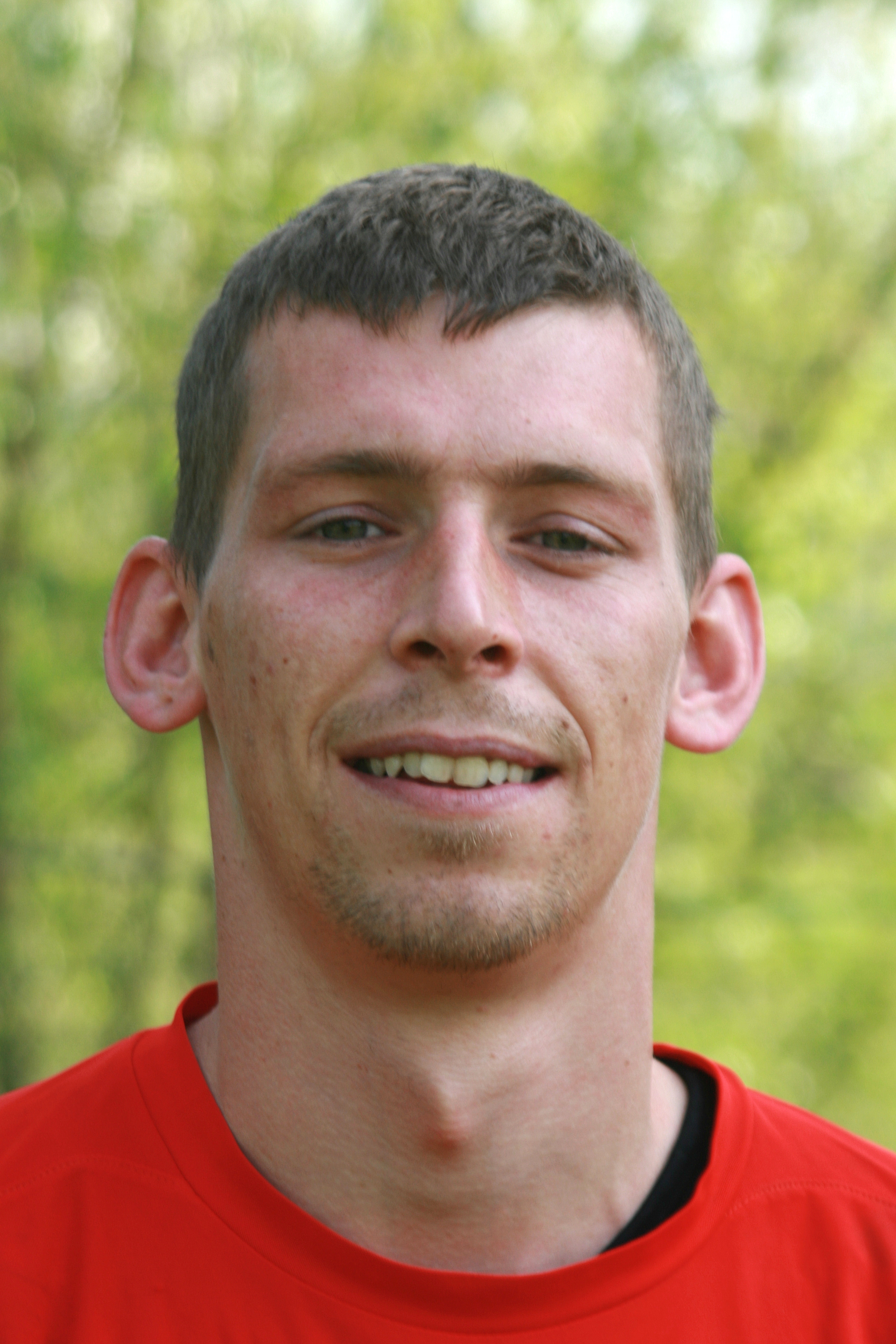
Stefan Bliem im Porträt (2009)

Bliem begann seine aktive Karriere als Fußballspieler im Jahre 1990 in der Jugendmannschaft des SV Gloggnitz in Niederösterreich. Damals begann er als Stürmer, erst als er 2001 zum SV Admira Wiener Neustadt wechselte, bezog er die Position des Torhüters. Im Jahre 2003 transferierte er zum SV Sigleß, in einen Nachbarort von Mattersburg. 2007 bekam Bliem ein Angebot des Bundesligaklubs SV Mattersburg, bei dem er in weiterer Folge als zweiter Torhüter hinter Thomas Borenitsch verpflichtet wurde. Neben der Bundesligamannschaft war Bliem Stammtorhüter der zweiten Mannschaft der Mattersburger in der Regionalliga Ost. Durch eine Verletzung des Stammtorhüters Thomas Borenitsch rückte Bliem im März 2009 in die Bundesligamannschaft auf, in der er sich als neuer Stammtorhüter durchsetzte. Bis zur Sommerpause 20
Sein Debüt in der österreichischen Bundesliga gab Bliem bereits am 25. Oktober 2008 bei einer 1:0-Auswärtsniederlage beim SK Rapid Wien, als er die gesamte Spieldauer durchspielte. Das erste Spiel in der Bundesliga ohne Gegentreffer konnte Bliem am 8. November 2008 gegen den SK Austria Kärnten feiern; das Spiel endete in einem 0:0-Remis. Nachdem er im Sommer 2011 von der Profimannschaft zur zweiten Mannschaft gewechselt war, bestritt er kein Profispiel mehr für die SV Mattersburg; er war lediglich zweimal ohne Einsatz im Kader. Im Sommer lief sein Vertrag aus, woraufhin er ein Jahr lang vereinslos war und sich in weiterer Folge im Sommer 2013 dem FC Schottwien anschloss. Dort war er als Feldspieler aktiv und mit sieben Treffern aus zehn Meisterschaftsspielen in der achtklassigen 2. Klasse Wechsel äußerst torgefährlich. Bereits in der Winterpause 2013/14 wechselte er zu seinem ehemaligen Ausbildungsverein, dem SV Gloggnitz, in die sechstklassige Gebietsliga Süd/Südost, wo er wieder als Torhüter in Erscheinung trat. Dort ist er heute (Stand: Juni 2021) noch immer aktiv und kam seitdem auch immer wieder sporadisch als Feldspieler zum Einsatz, obwohl er primär als Torhüter spielte. 2017/18 schaffte er mit den Gloggnitzern den Aufstieg in die fünftklassige 2. Landesliga Ost und gewann mit dem Team in der Saison 2018/19 den niederösterreichischen Fußballpokal. In der Saison 2020/21 stieg er mit der Mannschaft als Meister der 2. Landesliga Ost in die 1. NÖ Landesliga auf und steht dort seitdem als Mannschaftskapitän und aktuell ältester Spieler der Liga (Stand: November 2023) im Tor der Gloggnitzer.
Nebenbei trainierte Blieb, der seit 2017 im Besitz der ÖFB-Torwarttrainer-C-Lizenz ist, von Sommer 2017 bis Sommer 2019 als Torwarttrainer die Jugend des SV Gloggnitz.